# Лонгборд
Лонгборд е спортна дъска за пързаляне, която е сходна със скейтборда, но с различно предназначение. Лонгбордът е по-голям от скейтборда и може да има различни форми и размери на дъската. Развива и по-голяма скорост поради по-големите си колела и използваните материали като полиуретан. Колелата са с минимален диаметър от 60мм до 100мм при някои модели и използват стандартни лагери тип ABEC 5 -7.
Често се използва основно за придвижване, пързаляне за забавление, спускане по наклони и по-рядко за трикове. Много популярни стават и електрическите лонборди за педвижване в града.
Първите лонгборди са създадени от Престън Никълс през 40-те години на 20 век за забавление, когато няма вълни в океана, а започват да се произвеждат серийно през 1959 година.
Много популярен начин за каране на лонгборд е скоростното спускане по наклони. За целта райдърите използват предпазна каска, протектори и специални ръкавици с метал по тях, които се използват за коригиране на движенията по време на спускане. При този вид каране могат се развият скорости до 100 километра в час. За забавяне на скоростта се използват различни техники и най-популярната е страничен слайд подобно на дрифт. Скъпите модели лонгборд имат и ръчна спирачна система в колелата.